# Леберт, Беньямин
Бе́ньямин Ле́берт (в русских источниках нередко Бенжамин или Бенджамин, нем. Benjamin Lebert; род. 9 января 1982, Фрайбург-им-Брайсгау) — немецкий писатель и журналист.
Леберт стал пятым литератором в семье: в качестве журналистов, публицистов, авторов документальной прозы выступали в немецкой прессе (в том числе в соавторстве друг с другом) его дед Норберт Леберт, бабушка Урсула Леберт, отец Андреас Леберт и дядя Штефан Леберт. Начал сочинять рассказы и сказки в отрочестве, с 15 лет публиковал еженедельные колонки в молодёжном журнале. В возрасте 16 лет написал первый роман, Crazy, частично автобиографический, о подростке-инвалиде бунтарского нрава (сам Леберт страдает гемиплегией). Роман был опубликован в 1999 году, переведён на 33 языка и в течение четырёх лет продан в количестве 750 тысяч экземпляров. После этого Леберт опубликовал ещё несколько книг, а также продолжает регулярное сотрудничество с молодёжным приложением к газете Süddeutsche Zeitung.